# Legion (demon)
Legion är en demon i Nya Testamentet som Jesus möter vid Gerasa (nutida Jarash) i Jordanien. Legion beskrivs ha sitt hem bland gravarna och mannen som Legion besätter kan inte tyglas med kedjor eftersom han lyckas bryta sig ur.

## Namnets betydelse och tolkningar
Namnet Legion har flera gånger ifrågasatts som korrekt. Passagen där Jesus möter Legion lyder: "Nu frågade han: 'Vad heter du?' Mannen svarade: 'Legion heter jag, för vi är många.'" (Markusevangeliet 5:9). Samma historia finns berättad i Lukasevangeliet 8:30 där den lyder: "Jesus frågade honom: 'Vad är ditt namn?' Han svarade: 'Legion', för många demoner hade farit in i honom." Den allmänna tolkningen är att mannen har varit besatt av flera tusen demoner, motsvarande antalet av en romersk legion.
Bland teologer finns det huvudsakligen två tolkningar om namnet, den ena menar att demonen faktiskt identifierar sig som Legion, som ett slags nytt namn för det kollektiva väsen av demoner som har uppstått. Andra teologer har menat att Legion försöker undvika att ge Jesus sitt namn, med anledning att Jesus ska använda det för att fördriva Legion. Denna tolkning baseras främst på jämförelse med andra trossystem, bland annat judendomen, där en magiker, spiritist eller präst kan få makt över ett andeväsen genom att känna till dess sanna namn. Enligt denna tolkning ska Markus 5:9 alltså läsas "Våra namn är många, för att vi är många i den här mannen", det vill säga ett försök för demonerna att undvika Jesus fråga och på så sätt inte kunna kontrolleras. Även berättelsens geografiska placering och språket som talades har använts som argument: även om Israel var under stort inflytande från Romarriket under denna tid menar somliga att demonen inte skulle identifiera sig med romerskt namn eller ord.
Efter att demonen har identifierat sig lyckas Jesus fördriva Legion till en svinhjord som springer utför ett stup.

## Legion i populärkultur
I och med att Legion är en namngiven demon i Bibeln och ofta tillskrivs attributet att vara flera (tusen) demoner i en har han en stor roll och förekommer ofta i verk med demoniska antagonister. Det finns endast ett fåtal namngivna demoner i Bibeln och trenden kan ses för andra namn också, till exempel Asmodeus, Baal och Beelzebub. Även Legions replik i Markus 5:9 har troligtvis med användandet av Legion att göra, dels för att det är ett citat av en namngiven demon och dels för att citatet är kryptiskt men inbjuder till tolkningen att det är en mäktig demon.
Några exempel:
- I filmen Ghost Rider besätts huvudantagonisten Blackheart av tusen demoner och identifierar sig själv efteråt med citat från versen i Markusevangeliet 5:9.
- The Exorcism of Emily Rose nämner Legion i samband med att demonen blir tvingad att identifiera sig. Emedan demonen brukar tolkas till Djävulen säger denne att den "var med" Legion, vilket också kan tolkas att den var en del av Legion.
- Stephen Kings Storm of the Century innehåller en gestalt som introducerar sig själv med versen från Markusevangeliet och vars namn, Linoge, är ett anagram på Legion. Det talas även i flera av Stephen Kings böcker direkt om Legion, bland annat i boken Pestens tid.
- Bandet Hammerfall har en låt som heter Legion och där sägs flera gånger "My name is Legion, for we are many", "My name is Legion, for we are many spirits inside one", etc.
- På tyska metalbandet Eisregens album Zerfall, i låten Ich bin viele (Jag är många) sjunger man i versen Denn ich bin viele, mein Name ist Legion (Så är jag många, för mitt namn är Legion).
- Deicide har släppt ett album vid namn Legion
- I filmen 5ive Girls träffar några kriminella flickor med övernaturliga krafter på Legion på en gammal kristen flickskola, och han försöker ta över flickornas kroppar med hjälp av skolans rektor.
- The Project Hate MCMXCIX sjunger i sin låt "Hate Incarnate" raden "As My name is Legion for we are many".
- I Mass Effect 2 görs en referens till citatet "As My name is Legion for we are many".
- I spelserien Castlevania, återkommer ofta en boss eller fiende vid namn Legion, där den har skepnaden av ett enormt, svävande klot, uppbyggt av ett flertal människokroppar.
- I spelet TimeSplitters Future Perfect slåss protagonisten Sgt. Cortez mot robotar i framtiden som heter Legion. Dessa robotar är styrda av ett och samma program och har en replik som lyder "We are Legion, for we are many".